# Pierrefitte-Nestalas
 Pierrefitte-Nestalas  es una población y comuna francesa, situada en la región de Mediodía-Pirineos, departamento de Altos Pirineos, en el distrito de Argelès-Gazost y cantón de Argelès-Gazost.

## Demografía
| 2172 | 2054 | 1619 | 1527 | 1322 | 1260 | 1284 |
| Para los censos de 1962 a 1999 la población legal corresponde a la población sin duplicidades (Fuente: INSEE [Consultar]) |      |      |      |      |      |      |